# Sune Sik (omkring 1300)
Sune Sik var en svensk ädling som 4 april 1297 gjorde en donation till Vreta kloster. Han förefaller enligt en tolkning av Natanael Beckman även ha bekostat renoveringen av ett kapell i klostret och gravlagts där. Sune Sik bar en vapensköld med en lilja på sned,  vilket kan ses i original i grevliga Braheska biblioteket på Skokloster. På grund av vapnet och att han tillhörde samma släktkrets har han antagits vara farfar till Sune Andersson, stamfar till en av de svenska Lillieätterna.
Det finns uppgifter om en annan, äldre Sune Sik som son till kung Sverker den äldre. Diskussioner om vem den Sune är som begravts i Vreta klosters kyrka har förekommit ända in i vår tid, eftersom det inte finns bevarade samtida källor där kungasonen nämns. Kungasonen har till och med förklarats som en fantasi, byggd kring adelsmannens namn och grav. Bådas gravar kan dock finnas inom klostrets område, medan det förefaller sannolikt att det är den äldre mannens stoft som ligger under det gravmonument som fortfarande bär Sune Siks namn, inne i kyrkan.